# دودي الفايد
عماد الدين محمد عبد المنعم فايد (15 نيسان / أبريل 1955 – 31 آب / أغسطس 1997)، المعروف باسم دودي الفايد كان ابن الملياردير المصري محمد الفايد. توفي في حادث سيارة في باريس في 31 آب / أغسطس 1997، مع ديانا أميرة ويلز.

## الحياة والمسيرة
ولد فايد في الإسكندرية وكان الابن البكر للملياردير المصري محمد الفايد، المالك السابق لمتجر هارودز. وكان الأخ غير الشقيق لكل من عمر، كاميلا، كريم وياسمين الفايد. كان والد دودي المعروف هو المالك السابق لنادي فولهام لكرة القدم وفندق الريتز بباريس. كانت والدة دودي هي المؤلفة السعودية سميرة خاشقجي؛ كان والدها الدكتور محمد خاشقجي الذي كان من أصل تركي وشقيق الملياردير تاجر السلاح عدنان خاشقجي. كان فايد طالبا في كلية سان مارك قبل الذهاب إلى معهد لي روزي في سويسرا. كما أنه لفترة وجيزة حضر في أكاديمية ساندهيرست. بعد الانتهاء من تعليمه، شغل منصب ملحق في سفارة الإمارات العربية المتحدة في لندن.
كان فايد المنتج التنفيذي لأفلام عربات النار، كسر الزجاج، F/X، F/X2، هوك و "The scarlet letter". كما شغل منصب مستشار تنفيذي لمسلسل F/X: The Series التلفزيوني. فايد أيضا عمل مع والده في هارودز في مجال التسويق.

## الحياة الشخصية
في عام 1986، تزوج فايد من العارضة سوزان جريجارد، ولكن انفصل الزوجان بعد ثمانية أشهر من الزواج.
في تموز / يوليه 1997، أصبح فايد على علاقة عاطفية مع ديانا أميرة ويلز. في وقت سابق من نفس الصيف، كان فايد قد خطب عارضة أمريكية، كيلي فيشر، واشترى منزلا في ماليبو في كاليفورنيا لنفسه وفيشر من مال والده. ادعت فيشر في وقت لاحق أن فايد هجرها من أجل ديانا وأعلنت أنها سترفع دعوى ضده مدعيه أنه تخلى عنها عندما كانوا على وشك الزواج، و«رمى حبها بطريقة قاسية دون اعتبار لها على الإطلاق». أسقطت فيشر الدعوى بعد وقت قصير من وفاة فايد.

## الوفاة

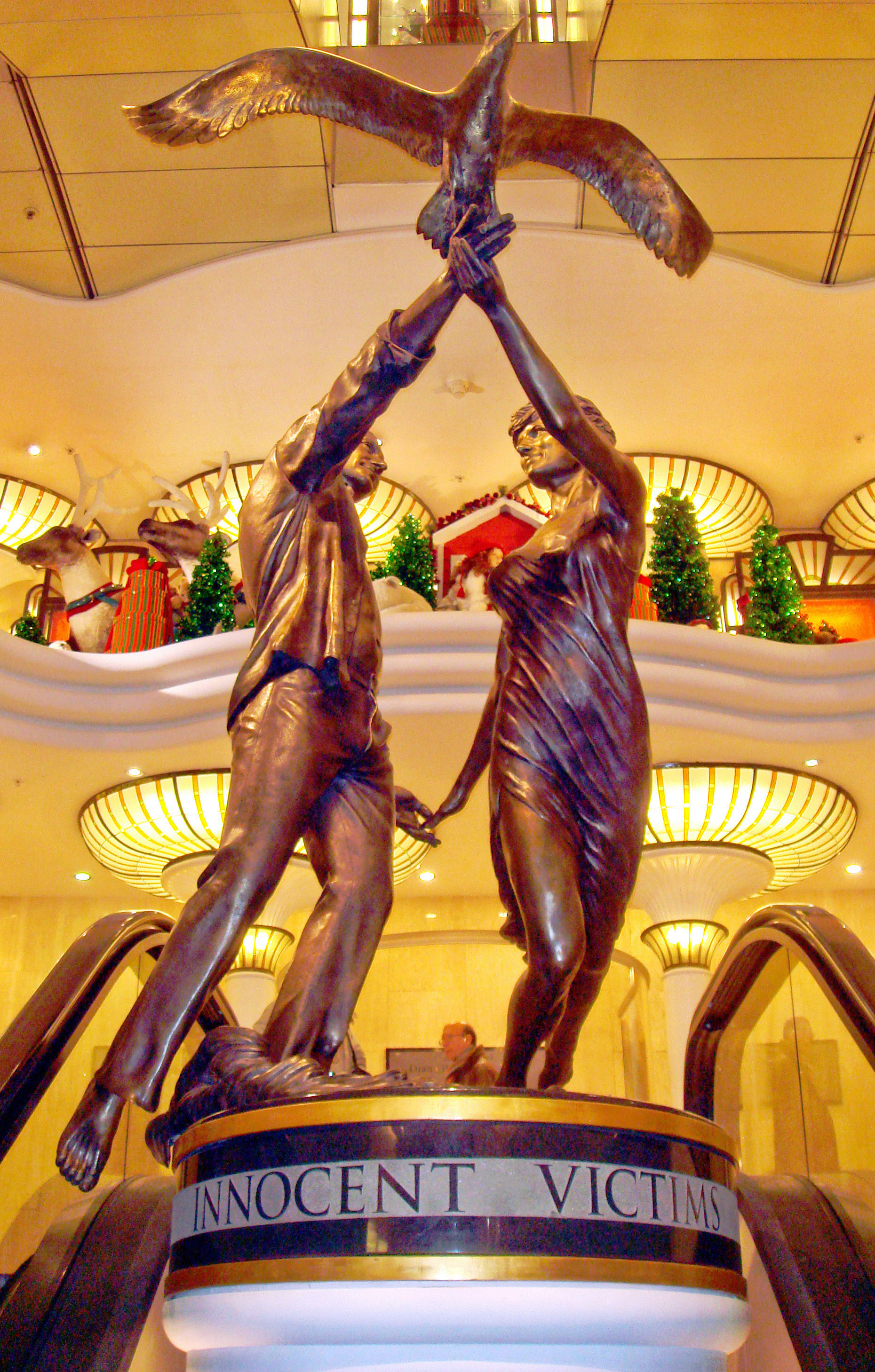
الضحايا الأبرياء، أحد النصب التذكارية في هارودز.

في ساعات الصباح من 31 آب / أغسطس 1997، توفيت ديانا وفايد في حادث سيارة في نفق جسر ألما في باريس. كان الاثنان قد توقفا في باريس في طريقهما إلى لندن، بعد أن أمضيا تسعة أيام معا في عطلة في الريفييرا الفرنسية والإيطالية على متن يخت عائلة فايد. لم يكن أي من فايد أو ديانا يرتدي حزام الأمان.
استنتجت تحقيقات الشرطة الفرنسية والبريطانية إلى أن السائق هنري بول كان يقود السيارة تحت تأثير الكحول والمخدرات; يعتقد أيضا أن المصورين الصحفيين الذين لاحقوا فايد وديانا قد ساهموا في الحادث. ادعى والد دودي محمد الفايد أنهما قد تم اغتيالهما من قبل عملاء جهاز الاستخبارات البريطاني MI6. وقال المتحدث السابق باسم فايد «مايكل كول» أن الزوجين قد كانا مخطوبين قبل وفاتهما.
تم دفن فايد أولا في مقبرة بروكوود بالقرب من ووكينغ، بمقاطعة سري، ولكن تمت إعادة دفنه عند أرض مملوكة لفايد في أوكستيد في تشرين الأول / أكتوبر 1997.

## النصب التذكارية

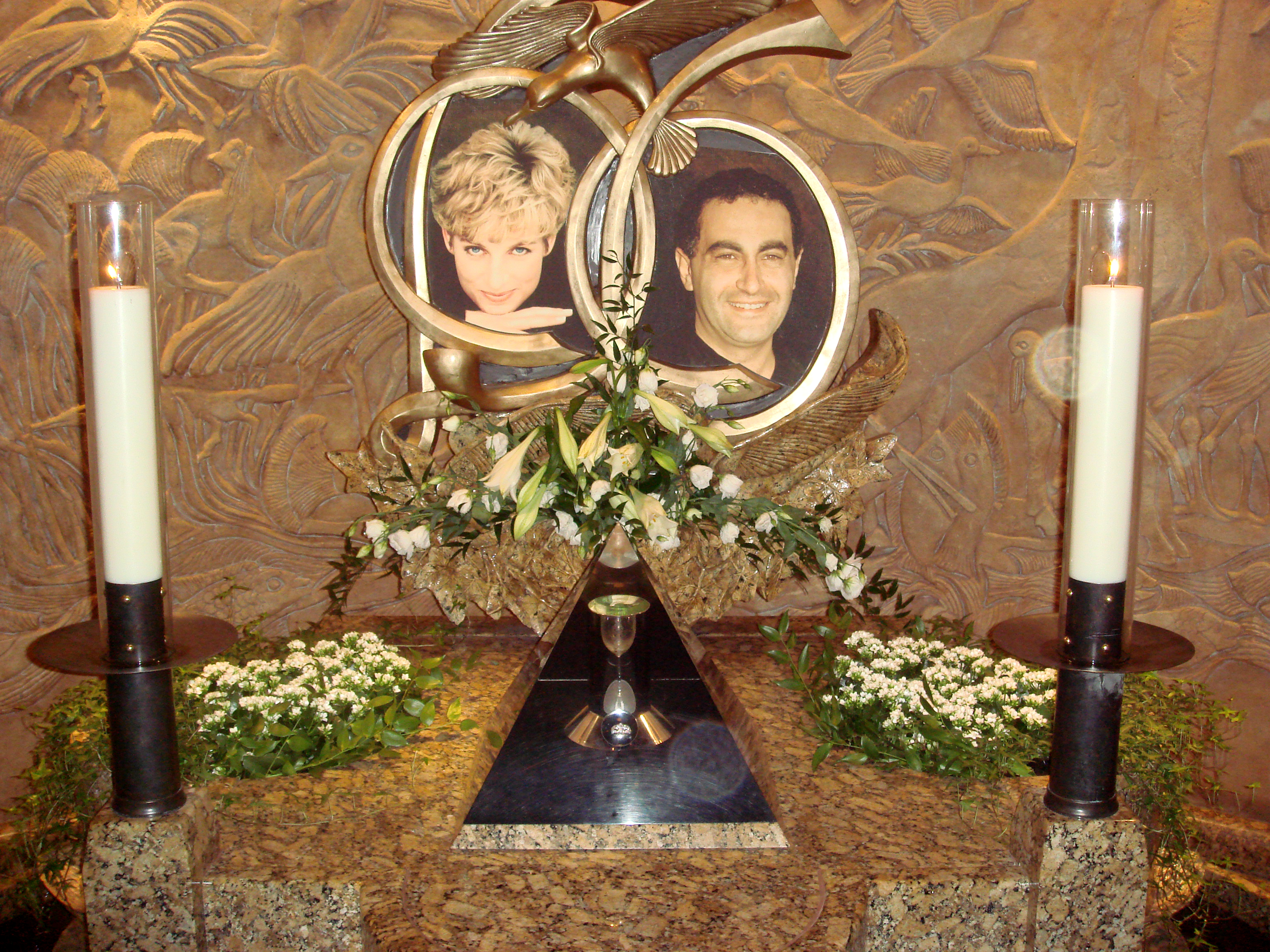
نصب تذكاري لديانا أميرة ويلز ودودي الفايد في هارودز.

أقام والد فايد اثنين من النصب التذكارية لابنه ولديانا في هارودز. كشف النقاب عن الأول في 12 نيسان / أبريل 1998، ويتكون من صور الاثنين من وراء عرض على شكل هرم به كوب نبيذ لا يزال به أحمر شفاه من عشاء «ديانا» الأخير، وكذلك خاتم اشتراه فايد في اليوم قبل وفاتهما. الثاني كشف النقاب عنه في عام 2005 بعنوان الضحايا الأبرياء، تمثال بارتفاع 3 متر من البرونز يصور الاثنين يرقصان على الشاطئ تحت أجنحة طائر القطرس. النصب التذكارية تم تصميمها من قبل بيل ميتشل، وهو صديق مقرب لوالد دودي ومهندس عمل لهارودز لأكثر من 40 عاما. في كانون الثاني / يناير 2018، تم إعلان أن التمثال ستتم إزالته من هارودز وإعادته إلى أسرة فايد.

## روابط خارجية
- دودي الفايد على موقع IMDb (الإنجليزية)
- دودي الفايد على موقع ألو سيني (الفرنسية)
- دودي الفايد على موقع أول موفي (الإنجليزية)
- دودي الفايد على موقع قاعدة بيانات الأفلام السويدية (السويدية)
- دودي الفايد على موقع إن إن دي بي (الإنجليزية)
- دودي الفايد على موقع قاعدة بيانات الفيلم (الإنجليزية)